# Русскин, Сергей Викторович
Серге́й Ви́кторович Ру́сскин (род. 22 августа 1955, Легница, Вроцлавское воеводство) — советский и российский актёр театра и кино, заслуженный артист Российской Федерации (2001).

## Биография
Родился 22 августа 1955 года в Легнице (Польша). В 1981 году окончил Ленинградский кораблестроительный институт. В этом же году стал артистом Ленинградского молодёжного театра на Фонтанке под руководством В. А. Малыщицкого, в котором играл до 1986 года. Начал сниматься в кино, участвовал в совместной российско-американской театральной бродвейской постановке, где исполнял роль короля Лира.
 В 1991 году окончил с отличием режиссёрский факультет ЛГИТМиК (курс Г. А. Товстоногова). С 1991 по 1993 год — актёр Театра-студии «Перекрёсток». С 1993 года — актёр контрактной труппы Театра «Русская антреприза» имени А. Миронова. С 1994 по 2002 год — актёр Театра «Комедианты». С 2002 года — актёр Санкт-Петербургского академического театра комедии имени Н. П. Акимова. Преподаёт актёрское мастерство.
В 2001 году был удостоен звания «Заслуженный артист Российской Федерации». В 2009 году награждён медалью ордена «За заслуги перед Отечеством» II степени.
Женат на Надежде Евгеньевне Абрамовой.

## Театральные работы
Академический театр комедии имени Н. Акимова:
- «Бешеные деньги» — Кучумов Григорий Борисович
- «Визит дамы» — бургомистр
- «Доктор философии» — Живота Цвийович (приз зрительских симпатий общества «Театрал»)
- «Дракон» — Садовник
- «Клавир для начинающих карьеру» — Иван Михеич Свистиков
- «Мой вишнёвый садик» — Розов
- «Сплошные неприятности» — генерал Буш
- «Такого не бывает» — Экстрасенс
- «Тень» — Тень Учёного
- «Яблочный вор» — Петя Еловецкий

Театр «Русская антреприза» имени А. Миронова:
- «Гамлет» — Полоний
- «Господа Г…» — Иудушка (премия «Золотой софит»)
- «Мёртвые души» — Чичиков
- «О, шут мой, я схожу с ума!» — несколько ролей
- «Обломов» — Штольц
- «Чайка» — Медведенко

Театр «Комедианты»
- «Женитьба» — Кочкарёв (приз зрительских симпатий общества «Театрал»)

## Фильмография

### Фильмы
- 1985 — День ангела — сотрудник УГРО
- 1985 — Подвиг Одессы — капитан Чуваев
- 1986 — Детская площадка — эпизод
- 1986 — Сентиментальное путешествие на картошку — Игорь
- 1987 — Петербургская фантазия
- 1988 — Духов день — учитель истории
- 1989 — Оно — донор
- 1991 — Лапа — следователь
- 1991 — Пустыня — Левий Матфей
- 1991 — Чокнутые — мужик
- 1993 — Никотин — солдат
- 1993 — Я — Иван, ты — Абрам — шулер
- 1994 — Музыка любви: Роберт и Клара — эпизод
- 1994 — Русская симфония — попутчик
- 1995 — Васька Немешаев — Зиновьев
- 1995 — Особенности национальной охоты — Сергей Олегович Савенко
- 1995 — Экспресс до Пекина — пилот
- 1996 — Операция «С Новым годом!» — Сергей Олегович
- 1996 — Откровения незнакомцу — сыщик
- 1996 — Принципиальный и жалостливый взгляд — жених Лены
- 1997 — Упырь — блатной
- 1998 — Особенности национальной рыбалки — Сергей Олегович Савенко
- 1998 — Тело будет предано земле, а старший мичман будет петь — Мишель
- 1998 — Хрусталёв, машину! — сотрудник МВД
- 1999 — Барак — проводник
- 1999 — Секретная боль — таксист
- 2003 — Красное небо. Чёрный снег — эпизод
- 2003 — Особенности национальной политики — Сергей Олегович
- 2003 — С Новым годом! С новым счастьем! — Кастанеда
- 2004 — Винтовая лестница — доктор Фойгель
- 2005 — Братва — Ортопед
- 2005 — Лопухи
- 2006 — Гадкие лебеди — эпизод
- 2006 — Там, где живёт любовь — Аркадий Олегович
- 2007 — В ожидании чуда — защитник
- 2007 — Особенности национальной подлёдной ловли, или Отрыв по полной — Судаков
- 2007 — Срочно требуется Дед Мороз! — клиент-юбиляр
- 2008 — Александр. Невская битва — Гаврила Олексич
- 2008 — Азиат — Сильвер
- 2009 — Отставник — бизнесмен
- 2009 — Настоящая любовь — Корнелий Макарыч
- 2010 — Здравствуй, сваха, Новый год! — Захар Семёнович, председатель Кучугурского сельсовета
- 2011 — Пётр Первый. Завещание — банщик Петра
- 2012 — В тумане — полицай
- 2017 — Кроткая — начальник тюрьмы
- 2018 — Донбасс — Чапай
- 2024 — Золото Умальты — становой

### Сериалы
- 1997 — Улицы разбитых фонарей — киллер в сериях «Третий слева», «Дело репортёра», «Подставка»
- 1999 — Агент национальной безопасности 1,5. Серия «Транзит» — бандит Шкет, Серия «Золотая голова» — Заморщиков
- 2000 — Тайны следствия — в серии «Мягкая лапа смерти» — брат Бутейко
- 2000 — Убойная сила-2 — в серии «Двойной угар» — Белочка
- 2002 — Агентство НЛС 2 — актёр, подставной бизнесмен Марков
- 2002 — Время любить — Югин
- 2003 — Идіотъ — слуга
- 2003 — Бандитский Петербург 5. Опер — Иван Данилович Жаров, начальник зоны в Нижнем Тагиле
- 2003 — Чужое лицо — Алмазов после операции
- 2004 — Лабиринты разума — в серии «Визави» — отец Алёши
- 2004 — Легенда о Тампуке — «Бай», человек «Паука»
- 2004—2006 — Опера. Хроники убойного отдела — Руслан Зубов (серия «Последний роман королевы»); Владимир Васильевич Ткачук (серия «Хромой чёрт»)
- 2005 — Братва — Ортопед
- 2005 — Брежнев — дежурный врач
- 2005 — Фаворский — дядя Мася
- 2006 — Викинг — Александр Меркулов
- 2006 — План «Б» — майор Прыгунов
- 2007—2008 — Эра Стрельца — Валерий Иванов
- 2008 — Улицы разбитых фонарей-9 — Борзов (серия «Обман зрения»)
- 2009 — Десант есть десант — Плотников
- 2009 — Морские Дьяволы 3 — Карташов, капитан 1 ранга ВМФ Украины
- 2009 — Последняя встреча — обворованный механик на вокзале
- 2009 — Стая — «Гитлер»
- 2009 — Террористка Иванова — Станислав Сергеевич Муравьёв, богатый сосед Ивановых
- 2010 — Дорожный патруль–4 — Колбин Эдуард Васильевич, адвокат, коллекционер
- 2010 — Сонька. Продолжение легенды — «жених» (сотрудник ялтинского уголовного сыска)
- 2010 — Шхера — 18 — Антон Кабуш, криминальный бизнесмен
- 2011 — Военная разведка. Западный фронт — Иван Домейко (фильм 1-й «Ягдкоманда»)
- 2011 — Дорогой мой человек — Филиппов, директор кладбища
- 2011 — Ментовские войны 6 — Борис Гайдамачный, заместитель транспортного прокурора Московской области
- 2011 — Человек создан для любви — художник
- 2011—2013 — Чужой район — Хозяин
- 2012 — Лесник — Степан Степанович Камягин, он же Виктор Андреевич Барцев
- 2012 — Пока цветёт папоротник — Леонид Юрьевич (Фунтик), инвестор
- 2013 — Литейный — Генерал ФСБ, оборотень в погонах
- 2014 — Викинг — 2 — Николай Петрович Бутырин
- 2014 — Куприн. Яма — учитель
- 2014 — Мама Люба — представитель администрации
- 2015 — Ленинград 46 — Евгений Семёнович Захаров, начальник склада
- 2015 — Великая — князь Николай Васильевич Репнин
- 2015 — Дружина — Мстислав, посадник Новгородский
- 2015 — Рождённая звездой — генерал
- 2015 — Непридуманная жизнь — Нестеров
- 2015 — Улицы разбитых фонарей — 15 — Михаил Царёв (серия «Работа над ошибками»)
- 2015 — Фантазия белых ночей — директор театра
- 2015 — Чума — Савелий Петрович Жариков, нотариус (фильм № 10 «Капкан»)
- 2016 — Гастролёры — управляющий банком
- 2016 — Казаки — Сергей Пономарёв
- 2016 — Куба — Борис Алексеевич Парамонов, депутат
- 2017 — Пять минут тишины — Рябов, сосед Артёма
- 2017 — Доктор Рихтер — пациент-подполковник
- 2017 — Ожидается ураганный ветер — Зарецкий
- 2017 — Экспроприатор — Самарин
- 2019 — Подкидыш — «Земляника», вор в законе
- 2019 — Проспект Обороны — Ломакин
- 2021 — Чингачгук — дядя Серёжа
- 2022 — Алекс Лютый. Дело Шульца — Андрейчик, вор в законе
- 2024 — Молот ведьм — Сергей Сергеевич Басов

### Озвучивание
- 1997 — Брат — Павел Евграфович, муж Светы (роль Владимира Ермилова)
- 2008 — ВАЛЛ-И — капитан «АКСИОМЫ»
- 2011 — Иван Царевич и Серый Волк — Кощей Бессмертный
- 2015 — Крепость: Щитом и мечом — кардинал
- 2016 — Три богатыря и морской царь — Морской царь

## Призы и награды
- 1996 — Диплом I Международного конкурса им. И. Смоктуновского за роль в спектакле «Продолжение „Идиота“».
- 1998 — Диплом I русского театрального фестиваля в Париже за роль в спектакле «Мёртвые души».
- 2001 — Заслуженный артист Российской Федерации (24.09.2001) — за заслуги в области искусства[2].
- 2001 — Специальный приз зрительских симпатий Общества «Театрал» за роль в спектакле «Женитьба».
- 2004 — Приз зрительских симпатий Общества «Театрал».
- 2005 — Высшая театральная премия Санкт-Петербурга «Золотой софит» — за лучшую мужскую роль в спектакле «Господа Г…».
- 2009 — Медаль ордена «За заслуги перед Отечеством» II степени (25.10.2009) — за большой вклад в развитие отечественного театрального искусства и многолетнюю творческую деятельность[3].
- 2019 — Благодарность Президента Российской Федерации (12.08.2019) — за заслуги в развитии отечественной культуры и искусства, многолетнюю плодотворную деятельность[4].